# Francisco Celdrán Vidal
Francisco Celdrán Vidal (La Unión, Regió de Múrcia, 1944) és un enginyer agrònom i polític murcià. Està llicenciat en farmàcia. Fou regidor de Cartagena entre 1983 i 1987. Va ser diputat regional en la II Legislatura de l'Assemblea Regional de Múrcia, sent secretari segon de la Mesa entre 1991 i 1993. Va ser diputat a les Corts entre 1993 i 1995.